# K-voting
케이보팅(K-voting)은 중앙선거관리위원회에서 개발한 생활선거 온라인투표 시스템이다. 주로 각급 학교의 학생회 선거, 아파트 입주자 대표 선거에서 많이 쓰이고 있다.

## 서비스 제공 대상
- 공공기관 또는 지방자치단체
- 법령에 근거해 선관위 위탁이 가능한 단체(농, 축, 수협, 산림조합, 중소기업중앙회, 새마을금고, 정비사업조합, 아파트 관리사무소)
- 법률에 설립근거 등이 있는 기관, 단체
- 초·중등교육법 및 고등교육법에 규정된 각급 학교
- 그 밖에 위 각 항에 준하는 기관·단체로 중앙선관위가 지원을 결정한 기관·단체

## 투표 사례
- PRODUCE 101 2차 공연 현장투표
- 아파트의 찬반투표, 입주자대표 선거
- 각급 학교의 학생회 선거
- 나는 가수다 현장투표
- 협회 선거